# Torysky
Torysky jsou obec na Slovensku v okrese Levoča. První písemná zmínka o obci pochází z roku 1284. Na území obce žije 321 obyvatel.

## Poloha
Obec leží v jižní části Levočských vrchů v úzké dolině potoka Stará Hájnica. Území má nadmořskou výšku v rozmezí 800–1000 m, střed obce je ve výšce 810 m m. n.
Celková rozloha je 17,7197 km², z toho 13 % je orná půda, 22 % jsou travnaté plochy (pastviny a louky) a 62 % připadá na lesy.

### Sousední obce
Sousedními obcemi:
|        | Tichý Potok | Tichý Potok                |
| Levoča |             | Nižné Repaše, Vyšné Repaše |
| Levoča | Levoča      |                            |

## Historie
Území obce je poprvé uvedeno v listině uherského krále Ladislava IV. Kumána ze dne 15. září 1284, kde je uvedeno jako Tarchafeu. Obec byla založena městem Levoča 3. května 1537 na valašském právu. Obec v roce 1773 nesla název Torisky, maďarsky Toriszka, Tárcafó, německy Siebenbrunn, podle sedmi pramenů Torysy. Hlavní činností obyvatel bylo pastevectví (ovce), chov dobytka a práce v lesích. V 16. století byl v obci mlýn a pila. V roce 1598 bylo v obci 28 domů a v roce 1773 zde stálo 67 domů. V roce 1787 žilo v obci 785 obyvatel v 88 domech, v roce 1828 žilo v 185 domech 1336 obyvatel. Počet obyvatel se snížil vystěhovalectvím v období 1880–1890.

## Památky
V obci se nachází řeckokatolický jednolodní kostel Panny Marie se zvonem, postavený v roce 1861 v klasicistním stylu.
U cesty na svahu v poli je postavená kaplička, která je kulturní památkou. Jedná se o lidovou stavbu z 19. století s podkovovitým půdorysem. Turisty lákají také řadové domky z počátku 20. století, pro které jsou charakteristické trojprostorové roubené stavby s komorou v průčelí, často s podezdívkou nebo podsklepené, se šindelovou sedlovou střechou, lomenicí a podlomenicí. Hospodářská stavení tvoří dvůr. Tyto domy jsou kulturní památkou Slovenska.
Torysky patří k rázovitým spišským obcím s bohatými tradicemi v lidové architektuře, odívání, řemeslech, tancích a písních.